# Gazzetta di Mantova
Gazzetta di Mantova — региональная итальянская газета города Мантуя. Непрерывно издаваясь с 1664 года по настоящее время, является старейшей газетой в стране.

## История
Издание официально начало свою работу в 1664 году, что делает его одной из старейших газет в мире. С 1989 года владеет изданием римская компания GEDI Gruppo Editoriale S.p.A.
В наше время газета придерживается неангажированных взглядов в своей редакционной политике.
Первоначально газета была основана в период правления герцогов владетельной династии Гонзага и старалась избегать в своих публикациях упоминания фактов, являвшихся придворной тайной.
В тот период издание активно освещало визиты в Мантую глав иностранных государств и различных влиятельных персон.
Первое название газеты неизвестно, свое нынешнее имя она получила в 1705 году.
В период между 1741 и 1759 годами у Gazzetta di Mantova появилось дополнительное приложение, посвященное новостям из разных уголков Европы, выпускавшееся в еженедельном режиме на протяжении всего XVIII века.
21 октября 1796 года, в связи с началом осады Мантуи, журнал временно прекратил публикацию материалов. Нелегальные попытки восстановления главной городской газеты предпринимались в 1798 году её тогдашним главным редактором Сальваторе Феррари, однако были быстро пресечены французскими оккупантами.
Окончательно выпуск Gazzetta di Mantova был вновь налажен 12 марта 1801 года.
На протяжении XIX века режим выпуска издания варьировался от одного до трех еженедельных выпусков, периодичность окончательно перешла к ежедневной с 1 января 1866 года.
В период с 1882 по 1893 годы главным редактором газеты являлся известный итальянский историк Алессандро Лузио.
В 1920 году пришедшие к власти фашисты закрыли Gazzetta di Mantova по идеологическим причинам, перезапуск журнала произошёл в 1946 году.
В 1989 году римская компания GEDI Gruppo Editoriale выкупила акции издания и остается его единоличным владельцем по сей день.
В последующие годы La Gazzetta приняла формат таблоида, и владеющая им корпорация стала основателем новых местных газет, таких как La Gazzetta di Modena, La Gazzetta Di Carpi, La Gazzetta di Reggio и La Nuova Ferrara.
По данным 2018 года общий тираж Gazzetta di Mantova составил 18 254 экземпляра.
При здании штаб — квартиры газеты в Мантуе организован небольшой музей.
К 350-летию газеты итальянская почта выпустила специальные марки стоимостью 0,70 евро.